# 宋朝君主列表
本表主要列出宋朝宋太祖赵匡胤建立的「北宋」、宋高宗趙構建立的「南宋」政權君主，及追尊未實際統治、不被廣泛承認的君主。

## 北宋
| 肖像                                                          | 庙号                      | 谥号                                          | 名讳                                                      | 在世时间       | 在位时间       | 年号                                         | 年号使用时间 | 陵寝   |
| ------------------------------------------------------------- | ------------------------- | --------------------------------------------- | --------------------------------------------------------- | -------------- | -------------- | -------------------------------------------- | ------------ | ------ |
| －                                                            | 聖祖 （真宗赵恒追尊）     | 上灵高道九天司命保生天尊大帝 （真宗赵恒追谥） | 趙玄朗                                                    | ？             | －             | －                                           | －           | －     |
|                                                               | 僖祖 （太祖赵匡胤追尊）   | 文献皇帝 （太祖赵匡胤追谥）                   | 趙朓                                                      | ？             | －             | －                                           | －           | 钦陵   |
| 文献睿和皇帝 （真宗赵恒累谥）                                 | 僖祖 （太祖赵匡胤追尊）   |                                               | 趙朓                                                      | ？             | －             | －                                           | －           | 钦陵   |
| 立道肇基积德起功懿文宪武睿和至孝皇帝 （徽宗赵佶累谥）         | 僖祖 （太祖赵匡胤追尊）   |                                               | 趙朓                                                      | ？             | －             | －                                           | －           | 钦陵   |
|                                                               | 順祖 （太祖赵匡胤追尊）   | 惠元皇帝 （太祖赵匡胤追谥）                   | 趙珽                                                      | ？             | －             | －                                           | －           | 康陵   |
| 惠元睿明皇帝 （真宗赵恒累谥）                                 | 順祖 （太祖赵匡胤追尊）   |                                               | 趙珽                                                      | ？             | －             | －                                           | －           | 康陵   |
|                                                               | 翼祖 （太祖赵匡胤追尊）   | 简恭皇帝 （太祖赵匡胤追谥）                   | 趙敬                                                      | ？             | －             | －                                           | －           | 定陵   |
| 简恭睿德皇帝 （真宗赵恒累谥）                                 | 翼祖 （太祖赵匡胤追尊）   |                                               | 趙敬                                                      | ？             | －             | －                                           | －           | 定陵   |
|                                                               | 宣祖 （太祖赵匡胤追尊）   | 昭武皇帝 （太祖赵匡胤追谥）                   | 趙弘殷                                                    | 900年－956年   | －             | －                                           | －           | 永安陵 |
| 昭武睿聖皇帝 （真宗赵恒累谥）                                 | 宣祖 （太祖赵匡胤追尊）   |                                               | 趙弘殷                                                    | 900年－956年   | －             | －                                           | －           | 永安陵 |
|                                                               | 太祖                      | 英武圣文神德皇帝                              | 赵匡胤                                                    | 927年－976年   | 960年－976年   | 建隆 乾德 开宝                               |              | 永昌陵 |
| 啟運立極英武睿文神德聖功至明大孝皇帝 （真宗赵恒累谥）         | 太祖                      |                                               | 赵匡胤                                                    | 927年－976年   | 960年－976年   | 建隆 乾德 开宝                               |              | 永昌陵 |
|                                                               | 太宗                      | 神功聖德文武皇帝                              | 赵炅 （初名匡义，太祖即位改名光义，即位后改名炅）         | 939年－997年   | 976年－997年   | 太平兴国 雍熙 端拱 淳化 至道                 |              | 永熙陵 |
| 至仁應道神功聖德文武睿烈大明廣孝皇帝 （真宗赵恒累谥）         | 太宗                      |                                               | 赵炅 （初名匡义，太祖即位改名光义，即位后改名炅）         | 939年－997年   | 976年－997年   | 太平兴国 雍熙 端拱 淳化 至道                 |              | 永熙陵 |
|                                                               | 真宗                      | 文明章聖元孝皇帝                              | 赵恒 （初名德昌，后改元休、元侃，及立太子改名恒）         | 968年－1022年  | 997年－1022年  | 咸平 景德 大中祥符 天禧 乾兴                 |              | 永定陵 |
| 文明武定章聖元孝皇帝 （仁宗赵祯累谥）                         | 真宗                      |                                               | 赵恒 （初名德昌，后改元休、元侃，及立太子改名恒）         | 968年－1022年  | 997年－1022年  | 咸平 景德 大中祥符 天禧 乾兴                 |              | 永定陵 |
| 應符稽古神功讓德文明武定章聖元孝皇帝 （仁宗赵祯累谥）         | 真宗                      |                                               | 赵恒 （初名德昌，后改元休、元侃，及立太子改名恒）         | 968年－1022年  | 997年－1022年  | 咸平 景德 大中祥符 天禧 乾兴                 |              | 永定陵 |
|                                                               | 仁宗                      | 神文聖武明孝皇帝                              | 赵祯 （初名受益，立太子改名祯）                           | 1010年－1063年 | 1022年－1063年 | 天圣 明道 景祐 宝元 康定 慶曆 皇祐 至和 嘉祐 |              | 永昭陵 |
| 體天法道極功全德神文聖武睿哲明孝皇帝 （神宗赵顼累谥）         | 仁宗                      |                                               | 赵祯 （初名受益，立太子改名祯）                           | 1010年－1063年 | 1022年－1063年 | 天圣 明道 景祐 宝元 康定 慶曆 皇祐 至和 嘉祐 |              | 永昭陵 |
|                                                               | 英宗                      | 憲文肅武宣孝皇帝                              | 赵曙 （初名宗实，立皇子改名曙）                           | 1032年－1067年 | 1063年－1067年 | 治平                                         |              | 永厚陵 |
| 體應曆隆功盛德憲文肅武睿聖宣孝皇帝 （神宗赵顼累谥）           | 英宗                      |                                               | 赵曙 （初名宗实，立皇子改名曙）                           | 1032年－1067年 | 1063年－1067年 | 治平                                         |              | 永厚陵 |
|                                                               | 神宗                      | 英文烈武聖孝皇帝                              | 赵顼 （初名仲鍼，封淮阳郡王改名顼）                       | 1048年－1085年 | 1067年－1085年 | 熙宁 元豐                                    |              | 永裕陵 |
| 绍天法古运德建功英文烈武钦仁圣孝皇帝 （哲宗赵煦累谥）         | 神宗                      |                                               | 赵顼 （初名仲鍼，封淮阳郡王改名顼）                       | 1048年－1085年 | 1067年－1085年 | 熙宁 元豐                                    |              | 永裕陵 |
| 体元显道帝德王功英文烈武钦仁圣孝皇帝 （徽宗赵佶改谥）         | 神宗                      |                                               | 赵顼 （初名仲鍼，封淮阳郡王改名顼）                       | 1048年－1085年 | 1067年－1085年 | 熙宁 元豐                                    |              | 永裕陵 |
| 体元显道法古立宪帝德王功英文烈武钦仁圣孝皇帝 （徽宗赵佶累谥） | 神宗                      |                                               | 赵顼 （初名仲鍼，封淮阳郡王改名顼）                       | 1048年－1085年 | 1067年－1085年 | 熙宁 元豐                                    |              | 永裕陵 |
|                                                               | 哲宗                      | 欽文睿武昭孝皇帝                              | 赵煦 （初名傭，立皇太子改名煦）                           | 1076年－1100年 | 1085年－1100年 | 元祐 紹聖 元符                               |              | 永泰陵 |
| 憲元繼道顯德定功欽文睿武齊聖昭孝皇帝 （徽宗赵佶累谥）         | 哲宗                      |                                               | 赵煦 （初名傭，立皇太子改名煦）                           | 1076年－1100年 | 1085年－1100年 | 元祐 紹聖 元符                               |              | 永泰陵 |
| 宪元继道世德扬功钦文睿武齐圣昭孝皇帝 （徽宗赵佶改谥）         | 哲宗                      |                                               | 赵煦 （初名傭，立皇太子改名煦）                           | 1076年－1100年 | 1085年－1100年 | 元祐 紹聖 元符                               |              | 永泰陵 |
|                                                               | 徽宗 （高宗赵构尊上庙号） | 圣文仁德显孝皇帝 （高宗赵构谥）               | 赵佶 （金太宗完颜晟降封昏德公，金熙宗完颜亶追封天水郡王） | 1082年－1135年 | 1100年－1126年 | 建中靖国 崇宁 大觀 政和 重和 宣和            |              | 永祐陵 |
| 體神合道駿烈遜功聖文仁德慈憲顯孝皇帝 （高宗赵构累谥）         | 徽宗 （高宗赵构尊上庙号） |                                               | 赵佶 （金太宗完颜晟降封昏德公，金熙宗完颜亶追封天水郡王） | 1082年－1135年 | 1100年－1126年 | 建中靖国 崇宁 大觀 政和 重和 宣和            |              | 永祐陵 |
|                                                               | 钦宗 （高宗赵构尊上庙号） | 恭文順德仁孝皇帝 （高宗赵构谥）               | 赵桓 （金太宗完颜晟降封重昏侯，金熙宗完颜亶封天水郡公）   | 1100年－1156年 | 1126年－1127年 | 靖康                                         |              | 永獻陵 |

## 南宋
| 肖像                           | 廟號                           | 諡號                                                            | 尊號                                                     | 名諱                                                                                | 在世时间                       | 年號                           | 在位时间                       | 陵寝                           |
| 趙構在南京應天府稱帝，建立南宋 | 趙構在南京應天府稱帝，建立南宋 | 趙構在南京應天府稱帝，建立南宋                                  | 趙構在南京應天府稱帝，建立南宋                           | 趙構在南京應天府稱帝，建立南宋                                                      | 趙構在南京應天府稱帝，建立南宋 | 趙構在南京應天府稱帝，建立南宋 | 趙構在南京應天府稱帝，建立南宋 | 趙構在南京應天府稱帝，建立南宋 |
| ------------------------------ | ------------------------------ | --------------------------------------------------------------- | -------------------------------------------------------- | ----------------------------------------------------------------------------------- | ------------------------------ | ------------------------------ | ------------------------------ | ------------------------------ |
|                                | 高宗                           | 受命中興全功至德聖神武文昭仁憲孝皇帝 （孝宗趙眘諡，光宗朝累諡） | 光堯壽聖憲天體道性仁誠德經武緯文紹業興統明謨盛烈太上皇帝 | 趙構 （字德基，號損齋）                                                             | 1107年6月12日－1187年11月9日   | 建炎                           | 1127年6月12日－1162年7月24日   | 永思陵                         |
| 紹興                           | 高宗                           | 受命中興全功至德聖神武文昭仁憲孝皇帝 （孝宗趙眘諡，光宗朝累諡） | 光堯壽聖憲天體道性仁誠德經武緯文紹業興統明謨盛烈太上皇帝 | 趙構 （字德基，號損齋）                                                             | 1107年6月12日－1187年11月9日   |                                | 1127年6月12日－1162年7月24日   | 永思陵                         |
|                                | 孝宗                           | 紹統同道冠德昭功哲文神武明聖成孝皇帝 （光宗趙惇諡，寧宗朝累諡） | 至尊壽皇聖帝                                             | 趙眘 （初名伯琮；入宮賜名瑗；立為皇子後賜名瑋，字元瑰；立為皇太子後賜名昚，字元永） | 1127年11月27日－1194年6月28日  | 隆興                           | 1162年7月24日－1189年2月18日   | 永阜陵                         |
| 乾道                           | 孝宗                           | 紹統同道冠德昭功哲文神武明聖成孝皇帝 （光宗趙惇諡，寧宗朝累諡） | 至尊壽皇聖帝                                             | 趙眘 （初名伯琮；入宮賜名瑗；立為皇子後賜名瑋，字元瑰；立為皇太子後賜名昚，字元永） | 1127年11月27日－1194年6月28日  |                                | 1162年7月24日－1189年2月18日   | 永阜陵                         |
| 淳熙                           | 孝宗                           | 紹統同道冠德昭功哲文神武明聖成孝皇帝 （光宗趙惇諡，寧宗朝累諡） | 至尊壽皇聖帝                                             | 趙眘 （初名伯琮；入宮賜名瑗；立為皇子後賜名瑋，字元瑰；立為皇太子後賜名昚，字元永） | 1127年11月27日－1194年6月28日  |                                | 1162年7月24日－1189年2月18日   | 永阜陵                         |
|                                | 光宗                           | 循道憲仁明功茂德溫文順武聖哲慈孝皇帝 （寧宗趙擴諡，寧宗朝累諡） | 聖安壽仁太上皇帝                                         | 趙惇                                                                                | 1147年9月30日－1200年9月17日   | 紹熙                           | 1189年2月18日－1194年7月24日   | 永崇陵                         |
|                                | 寧宗                           | 法天備道純德茂功仁文哲武聖睿恭孝皇帝 （理宗趙昀諡，理宗朝累諡） |                                                          | 趙擴                                                                                | 1168年11月19日－1224年9月18日  | 慶元                           | 1194年7月24日－1224年9月18日   | 永茂陵                         |
| 嘉泰                           | 寧宗                           | 法天備道純德茂功仁文哲武聖睿恭孝皇帝 （理宗趙昀諡，理宗朝累諡） |                                                          | 趙擴                                                                                | 1168年11月19日－1224年9月18日  |                                | 1194年7月24日－1224年9月18日   | 永茂陵                         |
| 开禧                           | 寧宗                           | 法天備道純德茂功仁文哲武聖睿恭孝皇帝 （理宗趙昀諡，理宗朝累諡） |                                                          | 趙擴                                                                                | 1168年11月19日－1224年9月18日  |                                | 1194年7月24日－1224年9月18日   | 永茂陵                         |
| 嘉定                           | 寧宗                           | 法天備道純德茂功仁文哲武聖睿恭孝皇帝 （理宗趙昀諡，理宗朝累諡） |                                                          | 趙擴                                                                                | 1168年11月19日－1224年9月18日  |                                | 1194年7月24日－1224年9月18日   | 永茂陵                         |
|                                | 理宗                           | 建道備德大功復興烈文仁武聖明安孝皇帝 （度宗趙禥諡）             |                                                          | 趙昀 （初名趙與莒；入宮賜名趙貴誠；成為皇子後改名趙昀）                             | 1205年1月26日－1264年11月16日  | 寶慶                           | 1224年9月18日－1264年11月16日  | 永茂陵                         |
| 紹定                           | 理宗                           | 建道備德大功復興烈文仁武聖明安孝皇帝 （度宗趙禥諡）             |                                                          | 趙昀 （初名趙與莒；入宮賜名趙貴誠；成為皇子後改名趙昀）                             | 1205年1月26日－1264年11月16日  |                                | 1224年9月18日－1264年11月16日  | 永茂陵                         |
| 端平                           | 理宗                           | 建道備德大功復興烈文仁武聖明安孝皇帝 （度宗趙禥諡）             |                                                          | 趙昀 （初名趙與莒；入宮賜名趙貴誠；成為皇子後改名趙昀）                             | 1205年1月26日－1264年11月16日  |                                | 1224年9月18日－1264年11月16日  | 永茂陵                         |
| 嘉熙                           | 理宗                           | 建道備德大功復興烈文仁武聖明安孝皇帝 （度宗趙禥諡）             |                                                          | 趙昀 （初名趙與莒；入宮賜名趙貴誠；成為皇子後改名趙昀）                             | 1205年1月26日－1264年11月16日  |                                | 1224年9月18日－1264年11月16日  | 永茂陵                         |
| 淳祐                           | 理宗                           | 建道備德大功復興烈文仁武聖明安孝皇帝 （度宗趙禥諡）             |                                                          | 趙昀 （初名趙與莒；入宮賜名趙貴誠；成為皇子後改名趙昀）                             | 1205年1月26日－1264年11月16日  |                                | 1224年9月18日－1264年11月16日  | 永茂陵                         |
| 寶祐                           | 理宗                           | 建道備德大功復興烈文仁武聖明安孝皇帝 （度宗趙禥諡）             |                                                          | 趙昀 （初名趙與莒；入宮賜名趙貴誠；成為皇子後改名趙昀）                             | 1205年1月26日－1264年11月16日  |                                | 1224年9月18日－1264年11月16日  | 永茂陵                         |
| 開慶                           | 理宗                           | 建道備德大功復興烈文仁武聖明安孝皇帝 （度宗趙禥諡）             |                                                          | 趙昀 （初名趙與莒；入宮賜名趙貴誠；成為皇子後改名趙昀）                             | 1205年1月26日－1264年11月16日  |                                | 1224年9月18日－1264年11月16日  | 永茂陵                         |
| 景定                           | 理宗                           | 建道備德大功復興烈文仁武聖明安孝皇帝 （度宗趙禥諡）             |                                                          | 趙昀 （初名趙與莒；入宮賜名趙貴誠；成為皇子後改名趙昀）                             | 1205年1月26日－1264年11月16日  |                                | 1224年9月18日－1264年11月16日  | 永茂陵                         |
|                                | 度宗                           | 端文明武景孝皇帝 （恭帝趙㬎諡）                                 |                                                          | 趙禥 （初名趙孟啟；入宮賜名趙孜；成為皇子後改名禥）                                 | 1240年5月2日－1274年8月12日    | 咸淳                           | 1264年11月16日－1274年8月12日  | 永紹陵                         |
|                                |                                |                                                                 | 孝恭懿聖皇帝                                             | 趙㬎                                                                                | 1271年11月2日－1323年5月31日   | 德祐                           | 1274年8月12日－1276年2月4日    |                                |
|                                | 端宗                           | 裕文昭武愍孝皇帝 （少帝趙昺諡）                                 |                                                          | 趙昰                                                                                | 1269年7月10日－1278年5月8日    | 景炎                           | 1276年6月14日－1278年5月8日    | 永福陵                         |
|                                |                                |                                                                 |                                                          | 趙昺                                                                                | 1272年2月12日－1279年3月19日   | 祥興                           | 1278年5月10日－1279年3月19日   | 少帝陵                         |

## 時間軸
图例：
- 橙色 表示北宋皇帝
- 绿色 表示南宋皇帝